# Albert Schweitzer (filme)
Albert Schweitzer é um filme-documentário estadunidense de 1957 dirigido e escrito por Jerome Hill. 
Venceu o Oscar de melhor documentário de longa-metragem na edição de 1958.

## Elenco
- Fredric March
- Burgess Meredith